# Блуфилдс
Блуфилдс је главни град јужне карипске аутономне регије у Никарагви. Такође је био главни град некадашњег департмана Зелаја, који је био подељен на аутономне регије северне и јужне карипске обале. Налази се у заливу Блуфилдс на ушћу реке Ескондидо у истоимену општину.
Град је добио име по Абрахаму Блувелту, холандско-јеврејском гусару, приватнику и истраживачу Централне Америке и западних Кариба. Има 54.532 становника (процена 2019.) и његови становници су углавном Местици. Мањинске групе укључују афро-потомке Креоле и аутохтоне Мискиту Индијанце, као и мање заједнице Гарифуна, белих људи, Кинеза, Мајангнаса, Улваса и Рама; то је разлог зашто је енглески језик најомиљенији у градском градском подручју. Блуфилдс је главна карипска лука из које се извозе тврдо дрво, морски плодови, шкампи и јастози. Блуфилдс је био састанак енглеских и холандских буканера у 16. и 17. веку и постао је главни град енглеског протектората над обалом комараца 1678. године.
Током интервенција Сједињених Држава (1912–15, 1926–33) у Никарагви, тамо су били смештени амерички маринци. 1984. године Сједињене Државе минирале су луку у оквиру Никарагванске револуције. Блуфилдс је уништио ураган Хоан 1988. године, али је обновљен.

## Клима
Сувији је период од фебруара до априла, али пасати осигуравају да за разлику од пацифичке обале Никарагве, киша и даље често пада током овог периода. Током остатка године када тропски низак притисак доминира кише су изузетно јаке, чему је помогло то што је обала обликована тако да пресреће ветрове са југа који превладавају током северног лета.

## Окрузи
Град се налази поред истоименог залива; који се састоји од 17 четврти, укључујући луку Ел Блаф, смештену на истоименом полуострву. Због постепене ерозије, полуострво постаје право острво које затвара залив Блуфилдс на источној страни. Ел Блаф има продужетак од 1,29 км² и удаљен је око 8 км од Блуфилдса.
Блуфилдс има неколико општинских седишта и сеоских заједница, укључујући:
Урбани ниво: Santa Rosa, Central, San Mateo, Pointeen, Fátima, Tres Cruces, Ricardo Morales, Old Bank, San Pedro, Teodoro Martínez, 19 de Julio, Pancasán, Punta Fría, New York, Beholden, Canal, Loma Fresca.
Рурални ниво: Cuenca Río Escondido, Cuenca Río Maíz, San Nicolás, La Fonseca, Rama Cay, San Luís, Caño Frijol, Torsuani, Long Beach, Dalzuno, Cuenca Río Indio, Río Maíz, Guana Creek, Nueva Chontales, Neysi Ríos, La Palma, Sub-Cuenca Mahagony, Krisinbila, Sub-Cuenca Caño Negro, Río Kama, El Bluff, Las Mercedes, Monkey Point, El Corozo, Cuenca Punta Gorda, Caño Dalzuno, Haulover, Villa Hermosa, San Ramón, Río Cama (El Cilicio), San Brown, La Virgen, San Mariano, La Pichinga, Musulaine, Caño Blanco, Aurora (San Francisco), Kukra River (Delirio), Barra Punta Gorda, Kukra River.

## Образовање
Тренутно се у Блуфилдсу налазе два универзитета. Један је кампус University of the Autonomous Regions of the Nicaraguan Caribbean Coast,, а други је Bluefields Indian and Caribbean University.